# Forêts de pins tropicales de Luçon
Localisation
Les forêts de pins tropicales de Luçon forment une écorégion terrestre définie par le Fonds mondial pour la nature (WWF), qui appartient au biome des forêts de conifères tropicales et subtropicales de l'écozone indomalaise. Elle recouvre la Cordillère Centrale de l'île de Luçon aux Philippines.